# 下條美智彦
下條美智彦（下条美智彦、しもじょう みちひこ、1932年1月1日- ）は、日本の行政学者、国士舘大学名誉教授。

## 略歴
長野県出身。1958年早稲田大学第一政治経済学部卒業。1963年同大学院政治学研究科修了。1994-95年ロンドン大学留学。20年にわたってヨーロッパ各国を巡り、行政制度、教育システム、地域文化の比較研究に専念。国士舘大学政治経済学部教授となる。1996年「イギリスの行政」により、政治学博士（国士舘大学）。2003年定年、名誉教授。専攻は比較行政・比較文化。

## 著書
- 『行政管理改善 その理論と実際』帝国地方行政学会 1968
- 『EDP化への事務システム』産報 1971
- 『行政管理改善 その理論と実際』帝国地方行政学会 1973
- 『管理者のための問題解決技法 すすめ方と実例』経林書房 1974
- 『事務改善』ぎょうせい（公務員のための基礎技術講座）1974
- 『行政事務事業見直しの実際』ぎょうせい 1976
- 『自治体の環境対応組織 地域づくりと組織革新』学陽書房 1981
- 『地方行財政見直しの処方箋』ぎょうせい 1985
- 『ネットワーク時代の情報政策』ぎょうせい 1989
- 『イギリスの行政』早稲田大学出版部 1995
- 『フランスの行政』早稲田大学出版部 1996
- 『ベネルクス三国の行政文化 オランダ・ベルギー・ルクセンブルク』早稲田大学出版部 1998
- 『ヨーロッパの教育現場から イギリス・フランス・ドイツの義務教育事情』春風社 2003

### 共編著
- 『自治体職員の意識構造』寄本勝美共編著 学陽書房 1981
- 『地方分権下の地方自治 どこがどのように変わるのか』本田弘共編著 公人社 2002
- 『イギリスの行政とガバナンス』編著 成文堂 2007